# Thelcticopis moolampilliensis
Thelcticopis moolampilliensis là một loài nhện trong họ Sparassidae.
Loài này thuộc chi Thelcticopis. Thelcticopis moolampilliensis được miêu tả năm 2007 bởi Jose & Sebastian.